# Hail to the Thief
Hail to the Thief (sottotitolo: The Gloaming) è il sesto album in studio della band alternative rock Radiohead, pubblicato il 9 giugno 2003. Ha debuttato al primo posto nel Regno Unito e al terzo negli Stati Uniti, dove ha venduto nella prima settimana più copie di ognuno dei precedenti album della band.
Dopo due album molto influenzati dall'elettronica sperimentale e dal jazz, Hail to the Thief si riavvicina a quel rock alternativo che aveva decretato il successo della band. Inoltre si tratta anche dell'album più lungo della band (quasi un'ora), per quanto la durata media dei brani si sia leggermente ridotta; a tal proposito Thom Yorke ha dichiarato di essersi ispirato ai pezzi dei Beatles.

## Produzione e pubblicazione

### Storia dell'album
Hail to the Thief è stato registrato nell'autunno del 2002, ma la band aveva già eseguito dal vivo 12 brani dei 14 inclusi nell'album (Backdrifts e The Gloaming uniche assenti). La composizione di buona parte delle canzoni, come I Will e Sit Down, Stand Up risale agli anni novanta e una prima versione di Wolf at the Door era stata scritta durante l'incisione di Kid A, secondo quanto riportato dal diario on-line tenuto da Ed O'Brien. Inoltre, alcune strofe di Myxomatosis sono prese dal B-side Cuttooth, mentre altre erano già apparse negli artwork del singolo di High and Dry (1995), a cura di Thom Yorke e Stanley Donwood. I brani sono stati principalmente composti da Jonny Greenwood e Thom Yorke, ma elaborati dall'intera band, anche se il brano Go to Sleep è derivato da un riff principale (quello d'apertura) scritto da Ed O'Brien. In particolare Greenwood avrebbe avuto un ruolo piuttosto di primo piano nella creazione di questo album, così come sarà tredici anni dopo per l'album A Moon Shaped Pool.
Buona parte delle tracce è stata registrata a Los Angeles in un paio di settimane, per i Radiohead la sessione in studio più breve dai tempi di Pablo Honey. Il missaggio, durato mesi, è stato eseguito a Oxford in alcune sessioni aggiuntive. Pare che i ristretti tempi d'incisione siano serviti ai membri della band per passare più tempo con le rispettive famiglie, ma anche per allentare le tensioni sorte durante l'incisione dei precedenti album. In un'intervista per Yahoo!, O'Brien ha dichiarato che «Questo è stato il primo album in cui, alla fine della produzione, non ci volevamo uccidere l'un l'altro.» Al contrario, nel 2006 Yorke ha dichiarato che «Avrei voluto poter fare un altro tentativo con Hail to the Thief. Volevamo farlo rapidamente e penso che le canzoni ne abbiano sofferto. Faceva parte dell'esperimento. Ogni traccia è parte dell'esperimento».
Una versione non masterizzata dell'album è stata trafugata e diffusa su internet mesi prima della pubblicazione ufficiale. Se da un lato il produttore Nigel Godrich ha pubblicato un messaggio sul sito ufficiale della band esprimendo il suo disappunto per l'accaduto, in quanto il prodotto della band è stato così ascoltato in una forma incompleta, Jonny Greenwood ha invece dichiarato: «L'umiliazione non impacchettata con gli artwork e tutto il resto, ma eccola. Sono preoccupato, penso, non contrariato. Sono felice che piaccia, prima di tutto. È successo tutto "un po'" prima di quanto non ci aspettassimo, ma non importa». Chi ha ascoltato entrambe le versioni ha notato solo poche differenze quando è uscita la versione ufficiale del CD (ad esempio, The Gloaming dura un minuto in meno nella versione finale e non ci sono chitarre acustiche nell'intro di I Will). Inoltre, nonostante la fuga d'informazioni, le vendite dell'album nella prima settimana sono state maggiori dei precedenti lavori della band.

### Titolo dell'album e titoli alternativi
Il titolo dell'album è considerato da alcuni come un riferimento al canto anti-Bush ("Hail to the Chief" è una marcia suonata per annunciare l'arrivo del presidente USA) usato dagli attivisti americani durante le controverse elezioni presidenziali negli Stati Uniti d'America del 2000. In ogni caso la band ha enfatizzato il più ampio respiro politico dello slogan, usato anche durante le elezioni presidenziali negli Stati Uniti d'America del 2004. In tal proposito, nel Giugno 2003 Thom Yorke ha dichiarato per lo "Spin Magazine": "Se la scelta del titolo per il nostro album fosse stata dovuta esclusivamente alle recenti elezioni politiche, penso che sarebbe stata una scelta piuttosto superficiale". Inoltre, a proposito del sottotitolo: "Il crepuscolo ("gloaming") è l'imminente senso di ritorno ai Secoli bui."
Ogni traccia di Hail to the Thief ha un titolo alternativo o un sottotitolo ufficiali, stampato in piccolo sul retro del CD. Alcuni di questi fanno riferimento ad alcune strofe della canzone, altri sono frasi indipendenti da essa. Il titolo alternativo dell'album, The Gloaming, è anche quello di una delle canzoni; inoltre Thom Yorke ha dichiarato che avrebbe preferito lasciare che questo fosse il titolo principale dell'album, ma gli altri membri della band lo consideravano troppo "prog rock". Ogni titolo e sottotitolo è seguito da un punto (esempi: Hail to the Thief., There There., Sit down. Stand up.); inoltre, nel booklet sono i titoli alternativi o i sottotitoli delle rispettive canzoni a precederne il testo, anche se questi sono di fatto raramente utilizzati, anche dalla band stessa.

### Artwork ed edizioni speciali
L'artwork dell'album segue lo stile di una mappa stradale, con parole e frasi al posto degli edifici. Molte frasi sono legati all'album stesso o fanno riferimento ai testi (esempi: "Punchup", "We can wipe you out", "Are you fresh?"). Nonostante i Radiohead siano inglesi, molte delle parole sono americane o usano lo spelling americano ("Color", "Xing", "VCR"). L'artwork è stata prodotta da Stanley Donwood in collaborazione con Tchock (Thom Yorke); Donwood ha indicato nel panorama di Los Angeles la principale fonte d'ispirazione per la copertina (che infatti è una pittura chiamata "Pacific Coast"), mentre le altre "mappe" presenti nell'artwork fanno riferimento alle città di Londra, Groznyi e Baghdad.
Come "Kid A" e "Amnesiac", l'album è stato distribuito anche in un'"edizione speciale". La differenza rispetto alla versione base non risiede nella musica, ma nella copertina, sempre a cura di Donwood e Tchock, e in un grande poster con una raffigurazione simile alla copertina. Quest'ultimo è stato definito come una "tabella di marcia", con riferimento alla Road Map dell'amministrazione Bush per la pace fra Israeliani e Palestinesi. Inoltre Hail to the Thief, come i precedenti album dei Radiohead è stato pubblicato in vinile.

## Tracce
Testi di Thom Yorke. Le musiche sono accreditate ai Radiohead, tuttavia di seguito sono indicati gli effettivi compositori di ogni brano.
1. 2 + 2 = 5. (The Lukewarm.) - 3:19 (musica: Jonny Greenwood, Thom Yorke)
2. Sit down. Stand up. (Snakes & Ladders.) - 4:20 (musica: Thom Yorke, Jonny Greenwood)
3. Sail to the Moon. (Brush the Cobwebs out of the Sky.) - 4:18 (musica: Thom Yorke, Jonny Greenwood, Phil Selway)
4. Backdrifts. (Honeymoon is Over.) - 5:23 (musica: Thom Yorke, Jonny Greenwood, Colin Greenwood)
5. Go to Sleep. (Little Man being Erased.) - 3:22 (musica: Ed O'Brien, Jonny Greenwood, Thom Yorke)
6. Where I End and You Begin. (The Sky is Falling in.) - 4:29 (musica: Jonny Greenwood, Thom Yorke, Phil Selway)
7. We Suck Young Blood. (Your Time is up.) - 4:57 (musica: Thom Yorke)
8. The Gloaming. (Softly Open our Mouths in the Cold.) - 3:32 (musica: Jonny Greenwood, Colin Greenwood)
9. There There. (The Boney King of Nowhere.) - 5:24 (musica: Jonny Greenwood, Thom Yorke)
10. I Will. (No man's Land.) - 1:59 (musica: Thom Yorke, Jonny Greenwood)
11. A Punchup at a Wedding. (No no no no no no no no.) - 4:57 (musica: Thom Yorke, Jonny Greenwood, Colin Greenwood)
12. Myxomatosis. (Judge, Jury & Executioner.) - 3:53 (musica: Jonny Greenwood, Thom Yorke, Phil Selway)
13. Scatterbrain. (As Dead as Leaves.) - 3:22 (musica: Jonny Greenwood)
14. A Wolf at the Door. (It Girl. Rag Doll.) - 3:21 (musica: Jonny Greenwood)

### B-Sides
1. Paperbag Writer (B-Side di There There)
2. Where Bluebirds Fly (B-Side di There There)
3. I Am Citizen Insane (B-Side di Go To Sleep)
4. Gagging Order (B-Side di Go To Sleep)
5. I Am a Wicked Child (B-Side di Go To Sleep)
6. Fog (Again) (B-Side di Go To Sleep)
7. Remyxomatosis (Christian Vogel Mix) (B-Side di 2+2=5)
8. There There (First Demo) (B-Side di 2+2=5)
9. Skttrbrain (Four Tet Mix) (B-Side di 2+2=5)
10. I Will (L.A. version) (B-Side di 2+2=5)
11. I Want None of This (tratto dall'album di artisti vari Help: a Day in the Life)

### Singoli
1. There There
2. Go to Sleep
3. 2 + 2 = 5

### Videoclips
1. There There
2. Go to Sleep
3. 2 + 2 = 5
4. Sit down. Stand up.

### EP
- COM LAG (2plus2isfive)

## Formazione
- Thom Yorke - voce, chitarra ritmica, pianoforte, sintetizzatori (4)
- Jonny Greenwood - chitarra solista, sintetizzatori, onde martenot, tastiere, programmazione, campionatori, tamburi (9)
- Ed O'Brien - chitarra ritmica, effetti sonori, tamburi (9), voce
- Colin Greenwood - basso elettrico, programmazione, campionatori
- Philip Selway - batteria, percussioni, voce

## Classifiche
| Classifica (2003) | Posizione massima |
| ----------------- | ----------------- |
| Australia         | 2                 |
| Austria           | 6                 |
| Belgio (Fiandre)  | 2                 |
| Belgio (Vallonia) | 1                 |
| Canada            | 1                 |
| Danimarca         | 2                 |
| Europa            | 2                 |
| Finlandia         | 2                 |
| Francia           | 1                 |
| Germania          | 3                 |
| Giappone          | 1                 |
| Irlanda           | 1                 |
| Italia            | 3                 |
| Norvegia          | 2                 |
| Nuova Zelanda     | 3                 |
| Paesi Bassi       | 4                 |
| Portogallo        | 2                 |
| Regno Unito       | 1                 |
| Spagna            | 8                 |
| Stati Uniti       | 3                 |
| Svezia            | 6                 |
| Svizzera          | 3                 |